# Cemitério de Homewood
O Cemitério de Homewood (em inglês:  Homewood Cemetery) é um cemitério-jardim em Pittsburgh, Pensilvânia, Estados Unidos. Está localizado em Point Breeze e faz fronteira com o Frick Park, o bairro de Squirrel Hill e o pequeno Smithfield Cemetery.

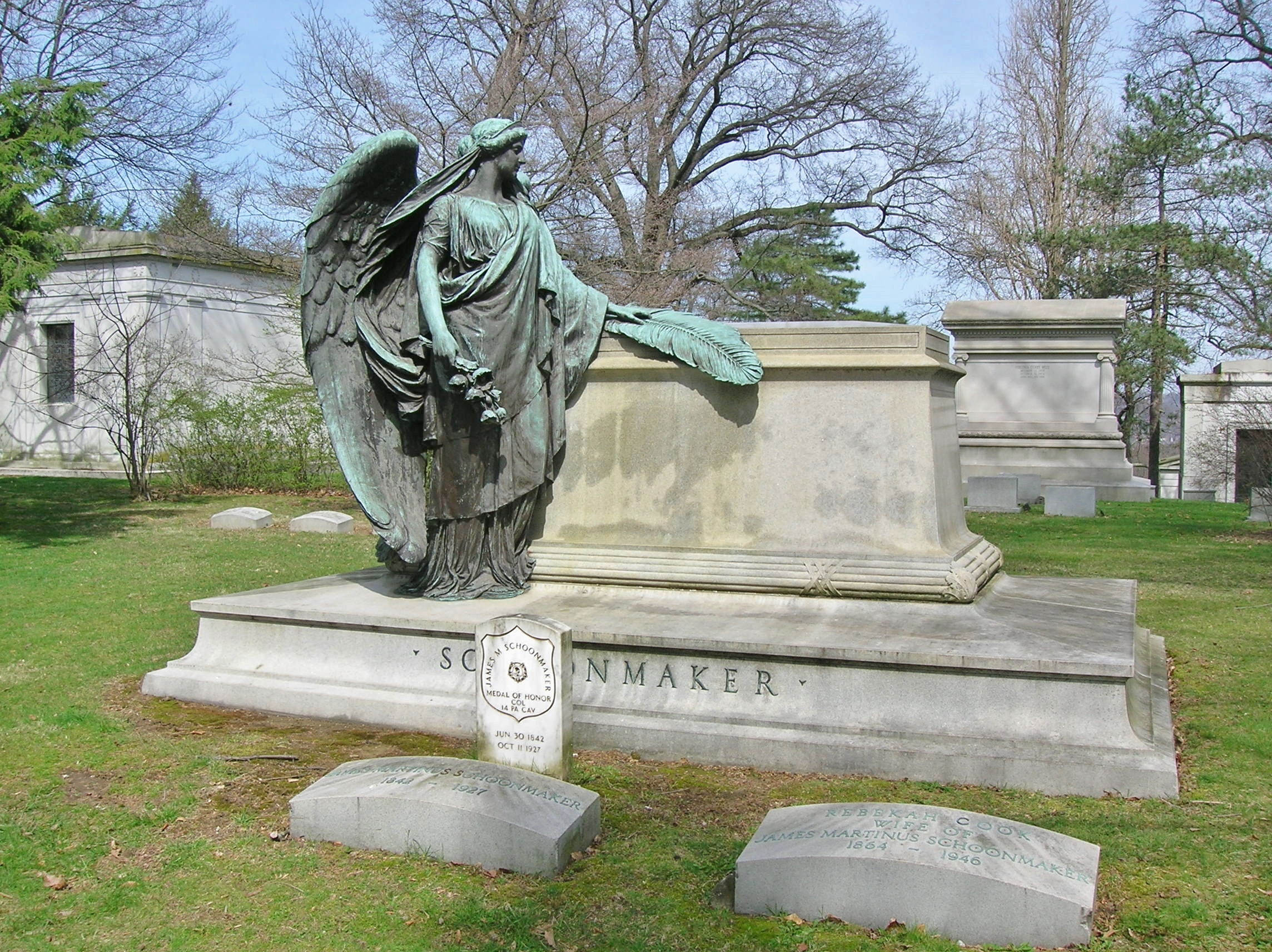
Monumento de James Martinus Schoonmaker (escultura de Jakob Otto Schweizer

Foi estabelecido em 1878 na propriedade de 650 acres de William Wilkins.

## Sepultamentos notáveis

### Líderes empresariais
- Edward Jay Allen (1830–1915)
- Michael Late Benedum (1869–1959)
- David Lytle Clark (1864–1939)
- Henry Clay Frick (1849–1919)
- Henry J. Heinz (1844–1919), fundador da H. J. Heinz Company
- H. J. "Jack" Heinz II (1908–1987)
- William Larimer Mellon Sr. (1868–1949), fundador da Gulf Oil
- Willard Rockwell (1888–1978), fundador da Rockwell International
- Ernest T. Weir (1875–1957)

### Líderes políticos
- Edward V. Babcock (1864–1948)
- Matthew A. Dunn (1886–1942)
- William Flinn (1851–1924)
- Henry P. Ford (1837–1905)
- H. John Heinz III (1938–1991)
- William McCallin (1842–1904)
- John K. Tener (1863–1946)
- William Wilkins (1779–1865)
- George Wilson (1816–1902)

### Líderes militares
- John Wilkins Jr. (1761–1816)

### Artistas e músicos
- Erroll Garner (1921–1977)
- Walt Harper (1926–2006)
- Teenie Harris (1908–1998)
- George Hetzel (1826–1899)
- Churchill Kohlman (1906–1983)
- Malcolm McCormick (Mac Miller) (1992–2018)
- Anna Woodward (1868–1935)

### Ciência e medicina
- Mary Bidwell Breed (1870–1949), química, primeira decana da Indiana University
- Bertha Lamme Feicht (1869–1943), primeira mulher engenheira graduada pela Universidade Estadual de Ohio e primeira mulher engenheira a trabalhar na Westinghouse
- Bernard Fisher (1918–2019), pioneiro no tratamento do câncer de mama
- Childs Frick (1883–1965), paleontólogo
- John Bell Hatcher (1861–1904), paleontólogo
- Edwin Ruud (1854–1932), engenheiro mecânico
- Alvin P. Shapiro (1920–1998), médico

### Esportistas
- Bill Bishop (1869–1932)
- Chuck Cooper (1926–1984)
- Earl Francis (1935–2002)
- Jock Sutherland (1889–1948)
- Pie Traynor (1899–1972)

### Outros
- Edward Manning Bigelow (1850–1916)
- Helen Clay Frick (1888–1984), filantropo
- Rust Heinz (1914–1939) projetista de automóveis
- John Barrett Kerfoot (1816–1881)
- Daisy Elizabeth Adams Lampkin (1883–1965)
- Perle Mesta (1889–1975)
- Robert Lee Vann (1879–1940)
- Stephen Varzaly (1890–1957)

## Galeria

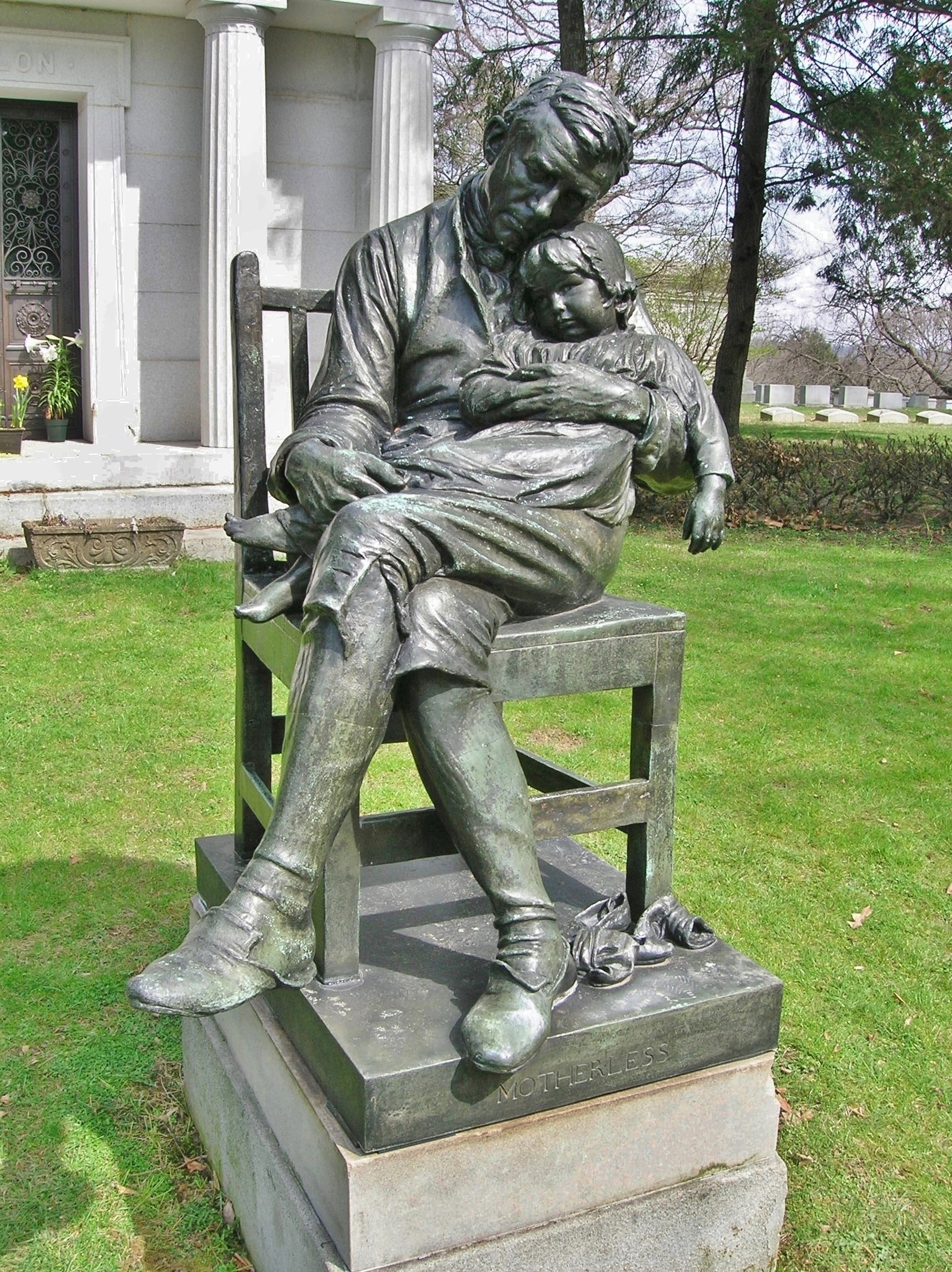
Motherless (1897), George Anderson Lawson, sculptor
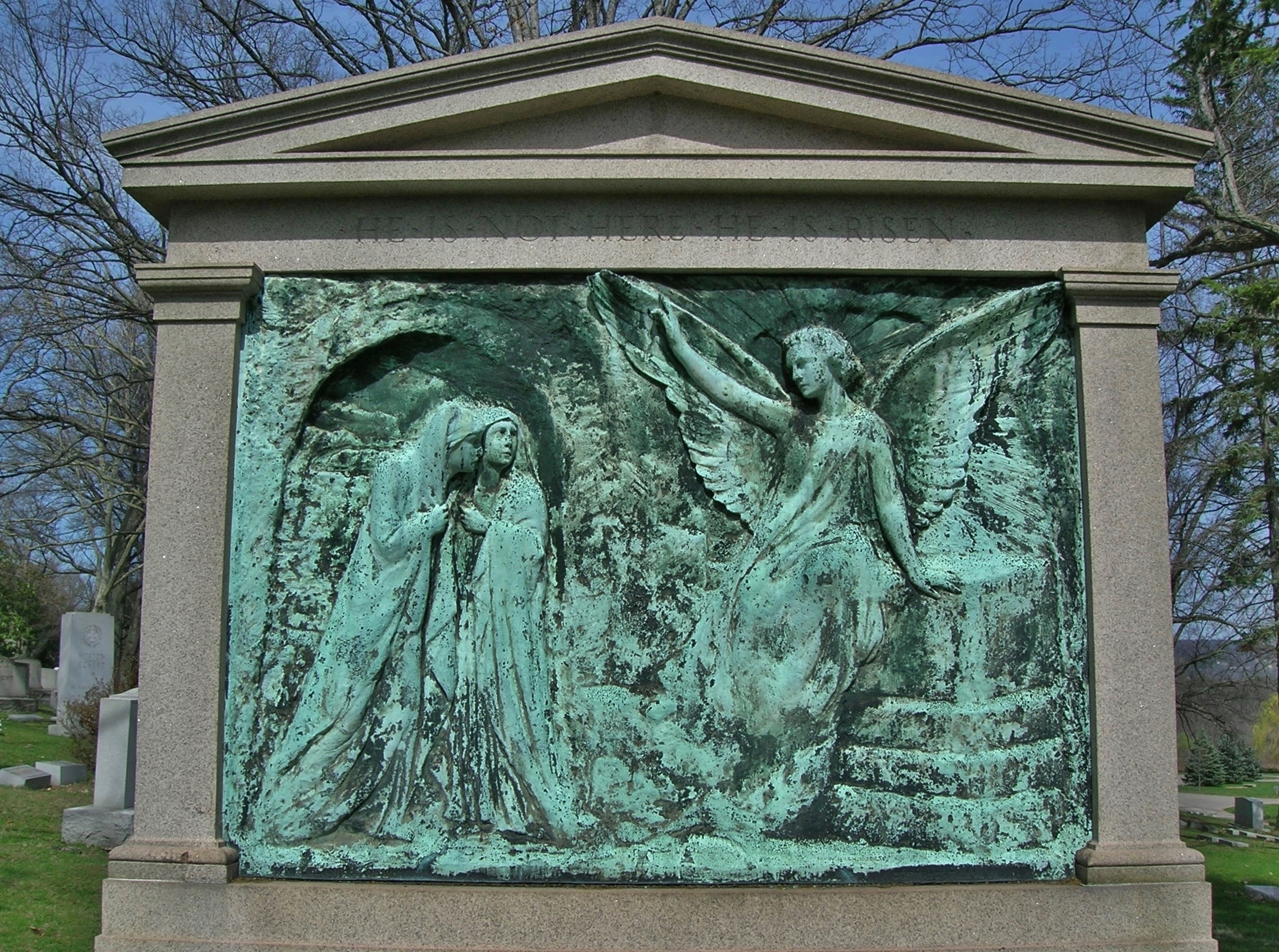
Bronze relief on Walker monument (ca. 1918-1921), Max Bachmann, sculptor